# ベルント・ヴァイクル

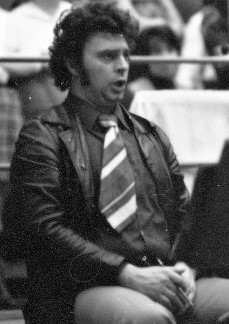
ベルント・ヴァイクル（1973年）

ベルント・ヴァイクル（独: Bernd Weikl、1942年7月29日 - ）はオーストリア生まれのドイツのオペラ歌手、コンサート歌手（バリトン）、著作家、オペラ演出家。ウィーン生まれ。歌手として国際的な知名度を得たきっかけは、ワーグナーの楽劇「ニュルンベルクのマイスタージンガー」のハンス・ザックス役だった。

## 経歴
最初、国民経済学を学んだが、ドイツ・マインツで歌唱の専攻に転向し、ハノーファー音楽大学を卒業した。1968年、ハノーファー歌劇場でデビュー。1972年、バイロイト音楽祭に初めて出演した。1977年以降、ニューヨークのメトロポリタン歌劇場に定期的に出演した。役のレパートリーはイタリア・オペラ、ドイツ・オペラ、フランス・オペラからロシア・オペラにまで及んだ。著名な歌劇場や音楽祭には常連として客演を続けた。
具体的には、バイロイト音楽祭には25年間、毎夏、出演。メトロポリタン歌劇場には20年。ロンドンのコヴェントガーデン歌劇場に25年。ミラノ・スカラ座に20年。ウィーン国立歌劇場は32年間に通算350日（350演目）。日本への客演が30年。バイエルン国立歌劇場に25年。ハンブルク国立歌劇場に17年。その他、客演として、ベルリン・ドイツ・オペラ、ベルリン国立歌劇場、パリオペラ座、バルセロナ、ロサンゼルス、サンフランシスコ、リスボン、リュクソール、テルアビブ、モスクワの他、世界各地の歌劇場やコンサートホールに出演した。ピアニストのコード・ガーベンの伴奏で歌曲の録音を多く残している。伴奏者としては、ガーベンの他、アーウィン・ゲージ、ヘルムート・ドイッチュとともに、国内外で歌曲リサイタルを開催した。
歌手としての経歴の他、映画・テレビ番組の作家としても活動した。映画には著名な作曲家を扱ったものがあり、フーゴー・ヴォルフのイタリア歌曲集・スペン歌曲集、マーラーの「不思議な子供の角笛」、ワーグナーのドイツ歌曲集・フランス歌曲集、リストの歌曲集などに関連する作品がある。
1988年、名誉称号として教授の称号を受けた。1993年、ハンブルク宮廷歌手の称号を受けた。バイエルン宮廷歌手、オーストリア宮廷歌手の称号も持ち、1998年にはウィーン国立歌劇場名誉団員の称号を授かった。
1988年のイスラエル建国40周年記念式典に際してはメンデルスゾーンのオラトリオ「エリヤ」の上演を企画し、自らソロで出演した。ハンブルク、ミュンヘン、ヴィースバーデン、イスラエルで上演された。イスラエルとドイツの大統領夫人、アウラ・ヘルツォークとマリアンネ・フォン・ヴァイツゼッカーが企画の後援者となった。
1996年に、ルートヴィヒ・マクシミリアン大学ミュンヘンの精神治療クリニックで「鬱病患者への音楽療法的介入としての歌唱」の研究を始動した他、ウィーンでは、旧市民病院(AKH)とオーストリア肺疾患連盟との共同研究として、「気道疾患患者のための発声・歌唱トレーニング」という治療法コンセプトをスタートさせた。
父親の出身地であるバイエルン州・ボーデンマイス市の名誉市民となっている。市庁舎にはヴァイクルにまつわる展示施設が置かれている。
2012-14年、彫刻家カール・ヘニング・ゼーマンにより等身大の彫像が制作されている。

## 顕彰
- 1994年10月5日：ドイツ連邦共和国功労大十字勲章(Großes Bundesverdienstkreuz)
- 1995年7月13日：バイエルン州功労勲章(Bayerischer Verdienstorden)
- 1998年2月24日：アルマトイ大学名誉博士
- 2002年9月：ウィーン州黄金名誉功労勲章(Goldenes Ehrenzeichen für Verdienste um das Land Wien)
- 2002年10月4日：オーストリア共和国・学術芸術名誉十字勲章・1等(österreichisches Ehrenkreuz für Wissenschaft und Kunst I. Klasse)

## オペラ演出
- 「フィガロの結婚」：ノイシュトレーリッツ音楽祭
- 「サロメ」：カイザースラウテルン・プファルツ劇場
- 「ニュルンベルクのマイスタージンガー」：東京・新国立劇場
- 「地獄のオルフェ」：ケルン・ラインドイツオペラ
- 「ファルスタッフ」：カイザースラウテルン・プファルツ劇場（題名役と演出家を兼務）

## 書籍出版
※言語表記のないものは全てドイツ語。
- 1996：『自由に考案する．オペラ・政治などから．風刺』[Frei erfunden. Aus Oper, Politik und dazwischen. Eine Satire, Illustrationen von Horst Thom, Edition Va Bene, Wien und Klosterneuburg 1996, ISBN 3-85167-045-0].
- 1997：『嘘であってほしい．オペラ・政治・文化などから．風刺』[Hoffentlich gelogen. Aus Oper, Politik, Kultur und drumherum … Eine Satire, Illustrationen von Horst Thom, Edition Va Bene, Wien und Klosterneuburg 1997, ISBN 3-85167-057-4].
- 1998：『歌唱とその他のことについて．美声でプロ・アマチュアとして成功したい全ての人へのアドバイス』[Vom Singen und von anderen Dingen. Ein Ratgeber für alle, die beruflich oder privat mit einer klangvollen Stimme erfolgreich sein wollen. Verlag Kremayr & Scheriau, Wien 1998 ISBN 3-218-00643-0. （ロシア語訳、Verlag AGRAF, Moskau 2000, ISBN 5-7784-0154-X）]
- 1999：『鬱病患者への音楽療法的な介入としての歌唱．臨床学的な基礎研究』(クリスティーネ・レオポルトによるミュンヘン大学医学部への博士論文)[Gesang als musiktherapeutische Intervention bei depressiven Patienten, Eine klinische Pilotstudie. Med. Diss. von Kristine Leopold an der Medizinischen Fakultät der Ludwig-Maximilian-Universität zu München, 1999].
- 2003：「芸術・医学・治療．ウィーンでの講演・対談・研究」[Kunst-Medizin-Therapie, Wiener Vorlesungen, Konversatorien und Studien]. In: Erich Vanecek/Christa Wenninger-Brenn (Hg.): Gesang als Handwerk, Therapie und Prävention（『職人芸・治療・予防としての歌唱』）, WUV-Univerlag, Wien 2003.
- 2007：『光と影．オペラ歌手としての私の世界的経歴．複線としての母子関係』[Licht & Schatten. Meine Weltkarriere als Opernsänger. Eine Mutter-Sohn-Beziehung als zweite Handlung, Pro Business, Berlin 2007, ISBN 978-3-939430-85-8].
- 2011：（Peter Bendixenと共著）『文化・芸術経済学入門』[Einführung in die Kultur- und Kunstökonomie. Mit einem Vorwort von Prinz und Prinzessin Georg Yourievsky. VS Verlag, 2011, ISBN 978-3-531-18279-7].
- 2012：（Peter Bendixenと共著）『リヒャルト・ワーグナーへの無罪判決？：歴史的再構成』[Freispruch für Richard Wagner? Eine historische Rekonstruktion, Universitätsverlag, Leipzig 2012, ISBN 978-3-86583-669-4].
- 2014：『リヒャルト・ワーグナーはなぜドイツで禁止しなければならないか』[Warum Richard Wagner in Deutschland verboten werden muss, Leipziger Universitätsverlag, 2014, ISBN 978-3-86583-850-6].
- 2014：「万物の尺度としての歌う人間」[Der singende Mensch als Maß aller Dinge]. In: Isolde Schmid-Reiter (Hg.): Erzählweisen（『叙述の手法』）, ConBrio Verlag, Regensburg 2014.
- 2014：「クラシック音楽の歌唱はいかに自然な歌い方か」[Die Natürlichkeit des klassischen Gesangs]. In: Wolf Gerhard Schmidt (Hg.): Die Natur-Kultur-Grenze in Kunst und Wissenschaft（『芸術と学術における自然と文化の境界線』）, Verlag Königshausen und Neumann, Würzburg 2014.
- 2015：『舞台上の卍（まんじ）．現代ドイツの劇場におけるワーグナー上演の潮流について』[Swastikas on Stage, Trends in the Productions of Richard Wagner’s Operas in German Theaters today. ProBusiness, Berlin 2015, ISBN 978-3-86460-305-1]. （英語）
- 2016：『ドイツにおける芸術と出版の自由．過去と現在』[Kunst- und Pressefreiheit in Deutschland. Rückblick und Status quo. Leipziger Universitätsverlag, 2016, ISBN 978-3-86583-984-8].
- 2017：『歌うこと：オペラで、治療として、ポストモダン、ポスト・ポストモダンの時代に』[Singen – in der Oper, als Therapie und in der Post- und Postpostmoderne. Leipziger Universitätsverlag, 2017, ISBN 978-3-96023-129-5].
- 2019：『マックスが悪い、または、自己完結的な予言』[Max ist Schuld oder Eine sich selbst erfüllende Prophezeiung. Eigenverlag, 2019, ISBN 978-3-00-062367-7].